# Беттинелли, Маркус
Маркус Беттинелли (англ. Marcus Bettinelli; родился 24 мая 1992, Камберуэлл, Англия) — английский футболист, вратарь английского клуба «Манчестер Сити».

## Клубная карьера

### «Фулхэм»
Является воспитанником футбольной Академии «Фулхэма», с которым в 2010 году подписал первый профессиональный контракт. В сезонах 2012/13 и 2013/14 для получения игровой практики дважды отправлялся в аренду — сначала в клуб Национальной Конференции «Дартфорд», а затем в клуб Лиги Два «Аккрингтон Стэнли». 
С 2014 года с переменным успехом стал выступать за основной состав «Фулхэма», проведя в том числе 7 матчей в Премьер-Лиге в сезоне 2018/19. По итогам сезона 2019/20 вновь пробился вместе со своим клубом в Премьер-Лигу, однако 10 сентября 2020 года на правах годичной аренды отправился в «Мидлсбро», выступающий в Чемпионшипе.

### «Челси»
29 июля 2021 года на правах свободного агента перешёл в «Челси», заключив  двухлетний контракт .

## Карьера за сборную
В ноябре 2014 года впервые был вызван в молодёжную сборную Англии на матчи против Португалии и Франции. Единственную игру за «молодёжку» сыграл 27 марта 2015 года против команды Чехии (1:0).
В сентябре 2018 года вызывался в первую сборную Англии на матчи против Испании и Швейцарии, но на поле не вышел.

## Личная жизнь
Отец — Вик Беттинелли, футболист итальянского происхождения, воспитанник «Джиллингема», игравший на любительском уровне. После окончания карьеры работал тренером вратарей в «Кристал Пэлас», «Кроли Таун», «Фулхэме».

## Достижения
«Фулхэм»
- Победитель плей-офф Футбольной лиги Англии (2): 2017/18[9], 2019/20[10]

 «Челси»
- Победитель Клубного чемпионата мира: 2021[11]

- Победитель Лиги конференций УЕФА: 2024/25